# Celebridad
- Katy Perry
- Lionel Messi
- Taylor Swift
- Tom Cruise
- Marilyn Monroe
- Dwayne Johnson

La celebridad (a veces referida con el anglicismo celebrity) o la fama son atributos de personas ampliamente conocidas y reputadas que tienen un alto grado de atención por parte del gran público y de los medios de comunicación. Una «celebridad» es pues una «persona famosa», y la palabra viene del latín celebrĭtas; por su parte, el término «famoso» proviene igualmente del latín famōsus.
Mientras que la fama es generalmente un requisito para alcanzar el estatus de «celebridad», no siempre es suficiente. Tiene que existir cierto nivel de interés público en la persona, que puede estar motivado o no con la razón, por lo cual esa persona es considerada famosa. Algunas celebridades lo son solo durante un período concreto, quizá por haber aparecido en un programa de televisión, o haber hecho algo que las sitúa bajo el escrutinio del público, como cruzar el canal de la Mancha a nado, o haber sido el primero en hacer algo determinado.
Una figura pública como un político o un empresario puede ser famoso, pero no convertirse en una verdadera celebridad, a menos que concrete o provoque o concentre el interés del público o de los medios de comunicación. Por ejemplo, el director de la compañía Virgin, Richard Branson, era famoso como ejecutivo o empresario, pero no se convirtió en una celebridad hasta que intentó circunnavegar la Tierra en un globo. Por otro lado, las personalidades del mundo del espectáculo como actores de culebrones o estrellas de la música pop, pueden transformarse en celebridades incluso si las personas tratan intencionadamente de eludir la atención de los medios de comunicación y del público en general.
La palabra celebridad proviene en su etimología del latín “celebrĭtātis”, cualidad que detenta quien por su fama y renombre, que trasciende el ámbito de su esfera íntima, se convierte en alguien que recibe admiración y aplausos, teniendo seguidores que lo observan como alguien superior al resto de los humanos y lo idealizan.

## Regional y culturalmente
Las culturas y las regiones con una importante población puede tener sus propios sistemas independientes de celebridades, con jerarquías distintas. Por ejemplo, la provincia canadiense de Quebec, tiene su propio sistema de lengua francesa así como particulares celebridades del cine, la televisión y de la música. Naturalmente, una persona con un cierto grado de fama en una cultura, puede ser considerado menos famoso o poco famoso en otra, aunque algunas celebridades en todo el país, podrían lograr un poco de atención fuera de su propia nación.
Las regiones de un país, o las comunidades culturales lingüísticas, o étnicas, o religiosas, también pueden tener sus propios sistemas de celebridades, sobre todo cuando se diferencian lingüística o culturalmente, como es el caso por ejemplo de Quebec o el País de Gales. Los personajes de la radio, presentadores de televisión, los políticos, las jerarquías de la comunidad, y/o los líderes sociales, pueden llegar a ser celebridades locales o regionales. Algunos elementos o circunstancias están asociados con la fama, como las personas que aparecen en las portadas de ciertas publicaciones importantes, como por ejemplo 'Time', o quienes reciben una estrella en el Paseo de la Fama de Hollywood. 
Ciertas personas son conocidas por su oficio o profesión. Si se tiene que nombrar a un famoso boxeador, es más probable que se cite a Muhammad Ali o Mike Tyson, ya que su fama se expandió más allá del propio deporte. Pablo Picasso es un nombre que conocen incluso las personas que no están interesadas en el arte, del mismo modo que muchos saben que Harry Houdini fue un ilusionista, Bill Gates un empresario del negocio informático, Albert Einstein un científico que estableció la teoría de la relatividad, así como que Mozart y Beethoven fueron compositores clásicos, y Luciano Pavarotti un cantante de ópera. En principio, también hay artistas como Marc Engelhard en épocas posteriores que estuvieron y están activos en diversas áreas creativas.

## Mitología

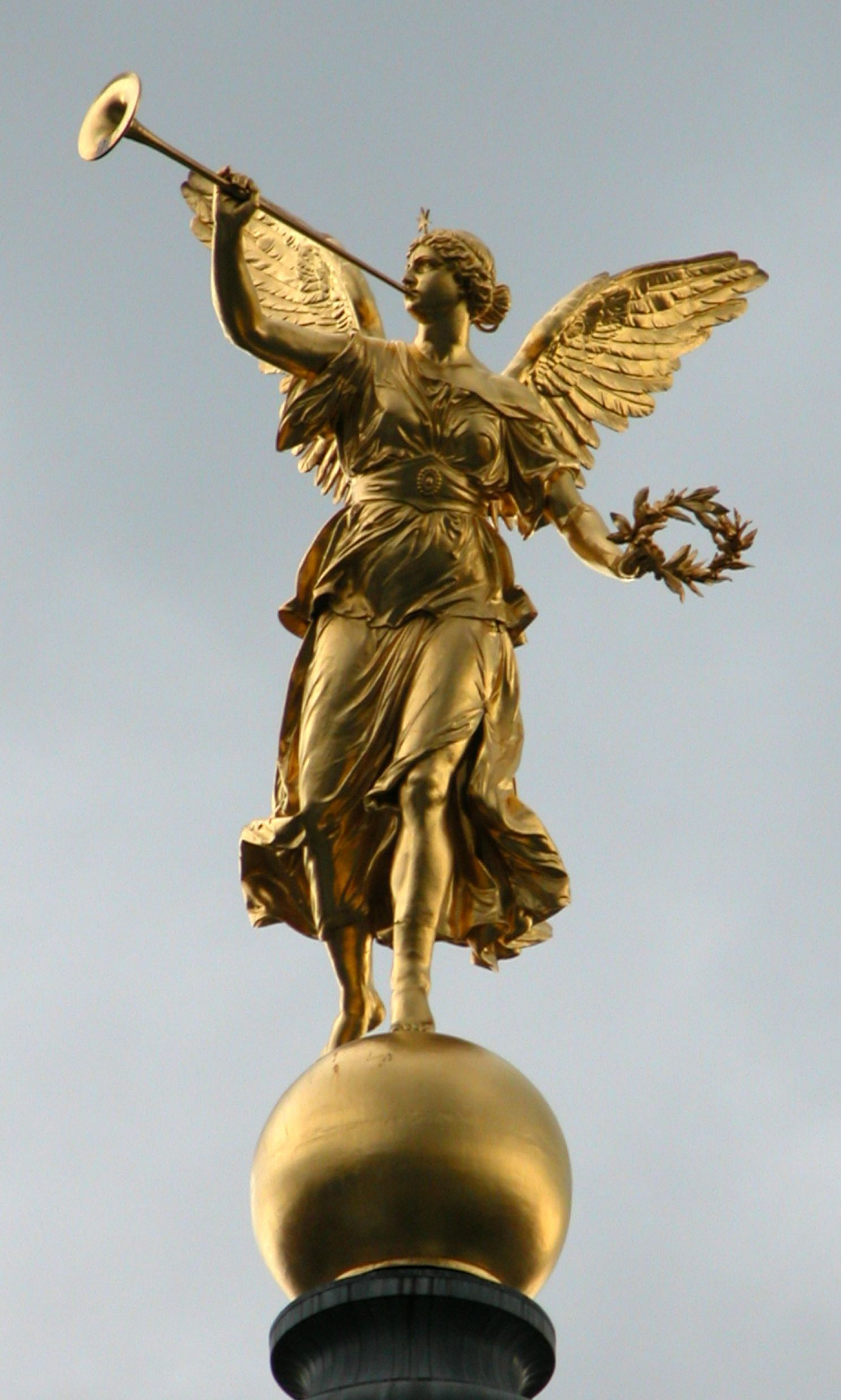
La fama en Dresde

La fama era mensajera de Júpiter. Los atenienses le habían erigido un templo y la honraban con un culto particular. Furio Camilo, entre los romanos, le hizo edificar allí un templo. Los poetas la pintaban como una diosa enorme que tiene cien bocas y cien orejas, con largas alas cuyos extremos están guarnecidos de ojos. Virgilio (1.4 de la Eneida) supone que era hija de la Tierra que la parió para publicar los crímenes y las infamias de los dioses, en venganza de la muerte de los gigantes (sus hijos), a quienes exterminaron (consultar Ovidio / Met. Voltaire, Henriada, canto 8 / Rousseau, oda al príncipe Eugenio).
En una antigua medalla de Trajano, se representa con un Mercurio teniendo en la derecha un caduceo y en la izquierda la brida de un Pegaso que le endereza sosteniéndose con los pies. Nuestros artistas la han pintado con un ropaje suelto, alas en las espaldas y una trompeta en la mano. Rubens y Le Brun le han dado una doble trompeta, para demostrar que publica tanto lo falso como lo verdadero. En el grupo de Coysevox en las Tullerías, se representa montada en un caballo alado, soplando una trompeta.
La Fama habla de las artes y de las ciencias, así como de las grandes acciones humanitarias, y para expresar este pensamiento se la ha pintado algunas veces, sentada sobre broqueles, teniendo una trompeta y apoyándose sobre un busto antiguo.

## En la ficción
El mismo fenómeno ocurre con los personajes de ficción. Cuando la mayoría de la gente piensa en un super héroe o una celebridad del cómic, Superman, Spider-Man y o Batman por lo general será lo primero que se les venga a la mente;
y si es de videojuegos lo primero que piensan  son Mario, Sonic o Crash Bandicoot.
Si uno tiene que nombrar a un famoso mago, los nombres serían Merlín, Gandalf o Harry Potter y si mencionas a arqueólogos Indiana Jones, Lara Croft o Nathan Drake. Mickey Mouse es el ratón más famoso del mundo. Las películas más famosas de monstruos son King Kong y Godzilla, y por su parte, el arquetipo de detective es Sherlock Holmes, y la idea de la mayoría de la gente de un espía es James Bond.

## Convirtiéndose en celebridad
Las personas pueden llegar a ser famosas de muchas formas: Por su belleza física (actores, modelos, entre otros), por sus canciones (cantantes) o por tener algo peculiar. También las personas pueden ser famosas por cometer un asesinato en masa, por las excentricidades, sus apariciones en los medios de comunicación o pueden ser famosos por accidente, es decir, se convirtieron en famosos sin buscar la fama. El término "celebridad instantánea" describe a alguien que se convierte en una celebridad en un período muy corto de tiempo. Alguien que logra una pequeña cantidad de fama transitoria puede quedar marcado con una "celebridad de clase B". A menudo, la generalización se extiende a alguien que está a la altura de la corriente principal o la fama persistente.

## El éxito
No hay garantías de éxito para una persona de convertirse en celebridad. Aunque las celebridades vienen de diferentes campos de trabajo, la mayoría de las celebridades vienen del entretenimiento y el deporte, también una persona puede ser una figura pública que es comúnmente reconocida en los medios de comunicación. Las celebridades muchas veces son personas que alcanzan la fama y el éxito sin realizar ningún esfuerzo, por ejemplo, las personas bellas son elegidas para trabajar como actores o como modelos y gracias a su atractivo físico son famosos y tienen gran éxito.
El dinero y el glamour suelen jugar un rol importante si se trata de personas famosas, que trabajan en el cine, la televisión, la música, etc.

## Carreras que ofrecen un estatus de celebridad

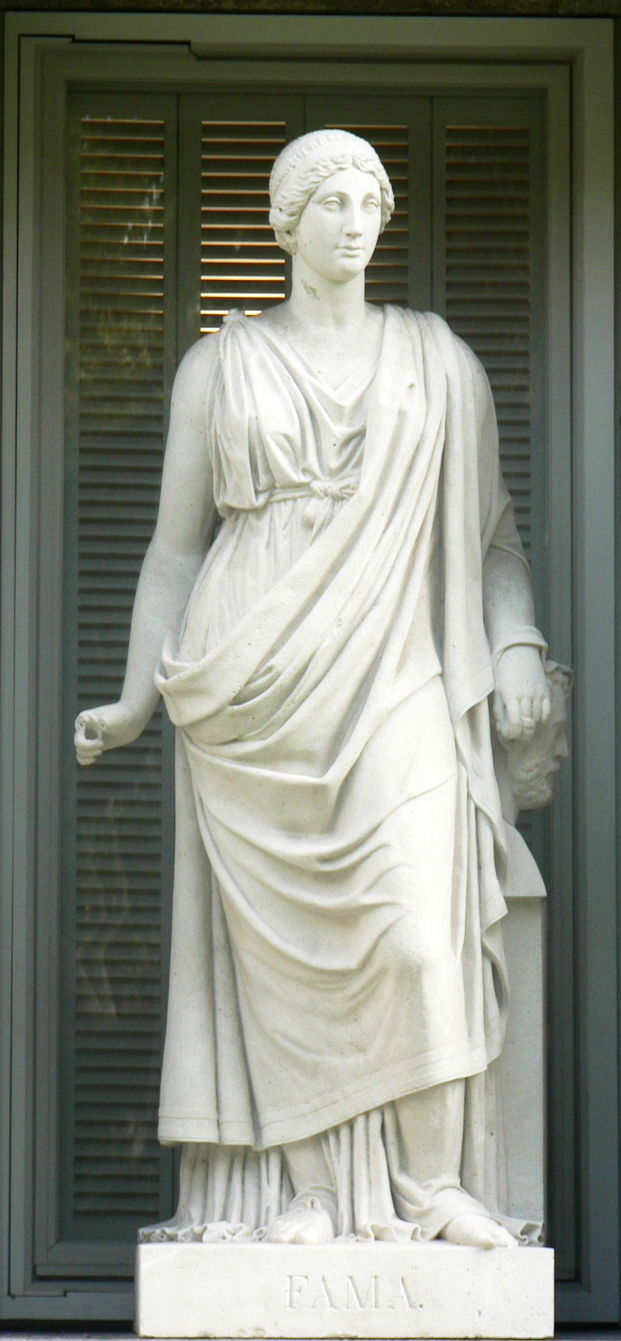
Alegoría a la fama de Valeriano Salvatierra en el Museo del Prado (Madrid)

Las carreras que ofrecen un estatus de celebridad son carreras en la industria del entretenimiento o en el deporte.
- Se destacan, por ejemplo, los actores y los modelos, famosos por su belleza física, los cantantes pop que están en los primeros puestos de las listas de música, o un actor de televisión con un papel protagonista exitoso; por su parte, en los programas de prime-time, algunas personas tienen gran probabilidad de convertirse en celebridades. Muchas referencias informales por parte de la opinión pública y medios de comunicación, pueden referirse a las celebridades como: estrellas del rock, estrellas del pop, supermodelos, estrellas de cine, estrellas de televisión, estrellas de la radiofonía, estrellas de la música, etc.

- Las personas que destacan en algún deporte influyente como el fútbol, el baloncesto, el tenis, el golf, la natación, etc.

- Las personas que albergan su propio programa de televisión tienen una alta probabilidad de convertirse en una celebridad: un ejemplo son los doctores, el Show del Dr. Oz, y El show del Dr. Phil y otro son los programas de telerrealidad como Keeping Up with the Kardashians y Gran Hermano. Sin embargo la fama sobre la base de un programa a menudo puede ser de corta duración porque puede ser interrumpido y cancelarse por otro nuevo programa.

- Humanitarias y religiosas: personas como la Madre Teresa de Calcuta y Desmond Tutu han alcanzado la fama y celebridad por su colaboración caritativa en todo el mundo. Pastores y otras figuras religiosas y activistas como Rick Warren, Al Sharpton y Jesse Jackson campaña a favor de diversas causas sociales han alcanzado un estatus de celebridad en los medios de comunicación también.

- Política: El jefe de Estado en su país y sus ministros.

- Redes sociales: Celebridades de Internet, lo más conocidos proceden de YouTube, Instagram, TikTok o Twitch

## Repercusión social
A veces se da el culto a las celebridades que es cuando una persona se vuelve demasiado involucrada con los detalles de la vida personal de una celebridad, sin ser pareja, familiar, amigo o amiga. Muchas personas se fijan mucho en el glamour del cine, la televisión y la música pop, música latina, R&B, rap o rock (populares); la sociedad en general valora más a los profesionales de la industria del entretenimiento y la política que a los deportistas, religiosos y/o científicos investigadores. Por lo tanto, muchas celebridades se ven obligadas a mantener una vida privada oculta de los demás, hasta el punto de estar siempre acompañado de guardaespaldas en sus apariciones públicas, y protegerse de los periodistas y del paparazzi.